# Шлёмильх, Оскар Ксавер
Оскар Ксавер Шлёмильх (нем. Oskar Xavier Schlömilch; 13 апреля 1823, Веймар — 7 февраля 1901, Дрезден) — немецкий математик, член Саксонской академии наук.

## Биография
С 1842 года, когда он получил степень доктора философии, по 1849 год был сначала приват-доцентом, а потом экстраординарным профессором Йенского университета. С 1849 — профессором высшей математики и аналитической механики дрезденского политехникума. С 1874 года — тайный советник по делам школьного образования в министерстве королевства Саксонского.
Весьма многочисленны его труды по математическому анализу, теории функций и геометрии. Перечень сочинения по чистой и прикладной математике можно найти во II и III томах Poggendorff’s «Biogr.-Literarisch. Handwörterbuch».
В 1857 году Шлёмильх ввёл название «бесселевы функции», сделал первую попытку построить теорию бесселевых функций.
В 1860 году Шлёмильх доказал теорему: три прямые, соединяющие середины сторон треугольника с серединами его соответствующих высот, пересекаются в одной точке. В 1937 году советский математик С. И. Зетель показал, что эта теорема верна не только для высот, но и для любых других чевиан.

## Некоторые достижения в математике
- Существует ряд Тейлора с остаточным членом в общей форме (форма Шлёмильха — Роша).[6]
- Существует классический ряд Шлёмильха по по j-функциям Бесселя [7] [8]